# 5-하이드록시인돌아세트산
5-하이드록시인돌아세트산(영어: 5-hydroxyindoleacetic acid, 5-HIAA)은 세로토닌의 주요 대사산물이다. 소변 샘플의 화학 분석에서 5-하이드록시인돌아세트산은 신체의 세로토닌 수치를 결정하는 데 사용된다.

## 임상적 중요성
5-하이드록시인돌아세트산은 pH를 3이하로 유지하기 위해 산성 첨가제와 결합된 24시간 소변 샘플로 테스트된다. 특정 음식과 약물은 측정을 방해하는 것으로 알려져 있다. 5-하이드록시인돌아세트산의 수준은 종양, 신부전, 소장의 절제 등 다른 합병증에 따라 달라질 수 있다.
5-하이드록시인돌아세트산은 세로토닌의 대사산물이기 때문에 소장의 장크롬친화성 세포의 카르시노이드 종양의 진단을 위해 테스트가 가장 빈번하게 수행되며, 이는 다량의 세로토닌을 방출한다. 24시간당 25 mg을 초과하는 값(환자에게 흡수 장애가 있는 경우 더 높음)은 카르시노이드에 대한 강력한 증거이다. 정상 범위는 24시간당 2~6 mg이다.
뇌척수액에서 5-하이드록시인돌아세트산의 수치가 낮은 것은 폭력적인 수단에 의한 공격적인 행동 및 자살과 관련이 있으며, 줄어든 세로토닌 수치와 관련이 있다.
세로토닌의 증가(세로토닌 증후군)는 자폐증에서 가장 흔한 생물학적 소견 중 하나이며, 자폐 스펙트럼 장애가 있는 환자에서 5-하이드록시인돌아세트산이 증가할 수 있다.

## 제한
5-하이드록시인돌아세트산은 비전이성 카르시노이드 종양에서 정상일 수 있으며, 카르시노이드 증후군을 가지고 있는 일부 환자는 비하이드록실화된 인돌산을 배출하기 때문에 특히 설사를 하지 않는 카르시노이드 증후군 피험자에서도 정상일 수 있다.
1. 중장의 카르시노이드는 5-하이드록시인돌아세트산이 증가하는 카르시노이드 증후군을 발생시키기 쉽다. 신장 질환이 있는 환자는 오진으로 5-하이드록시인돌아세트산의 수치가 낮을 수 있다.
2. 소변의 트립토판 대사산물을 증가시키는 흡수 장애를 치료하지 않는 환자에게 5-하이드록시인돌아세트산이 증가한다. 이러한 질환에는 셀리악병, 열대성 스프루, 휘플병, 장정체 증후군, 낭포성 섬유증 등이 있다. 5-하이드록시인돌아세트산은 만성 장폐색 환자에서도 증가한다.
3. 5-하이드록시인돌아세트산의 수준과 카르시노이드 증후군의 임상적 중증도 사이의 상관관계는 낮다. 최근의 3건의 연구들은 5-하이드록시인돌아세트산이 이들 질병의 예후 인자로 사용되었다는 것을 확인시켜 주었다.
4. 5-하이드록시인돌아세트산은 생리활성 아민인 세로토닌의 주요 대사산물이다. 세로토닌 및 결과적으로 5-하이드록시인돌아세트산은 대부분의 카르시노이드 종양, 특히 홍조, 간비대, 설사, 기관지경련 및 심장병의 카르시노이드 증후군을 생성하는 종양에 의해 과량으로 생성된다. 소변의 5-하이드록시인돌아세트산의 측정은 카르시노이드에 대한 최선의 검사지만 시료 채취와 환자의 준비가 제대로 되도록 세심한 주의를 기울여야 한다. 카르시노이드 종양은 세로토닌 뿐만 아니라 트립토판, 5-하이드록시트립토판 및 히스타민의 배설을 증가시킬 수 있다. 혈청 세로토닌 분석법은 5-하이드록시인돌아세트산 분석법에서 누락된 일부 카르시노이드를 검출할 수 있다.

세로토닌 및 5- 5-하이드록시인돌아세트산의 생성 및 대사는 종양의 기원 조직에 의존한다. 회장의 카르시노이드와 같은 중간창자 세포로부터의 종양은 일반적으로 다량의 세로토닌을 함유하고 방출한다. 대사량이 거의 없기 때문에 이러한 양은 소변 내 5-하이드록시인돌아세트산의 양에 충분히 반영되지 않을 수 있다. 앞창자 종양에는 5-하이드록시트립토판을 세로토닌으로 전환하는 데 필요한 탈카복실화효소가 없어서 소변의 5-하이드록시인돌아세트산의 수치 상승이 거의 없다. 뒷창자 세포(직장 카르시노이드)에서 유래한 종양은 과량의 세로토닌이나 5-하이드록시인돌아세트산을 거의 생성하지 않는다. 카르시노이드 종양을 가진 75명의 환자 중 75%는 오줌의 정상적인 5-하이드록시인돌아세트산 배설을 초과했고, 64%는 정상적인 세로토닌 배설을 초과했다.

## 같이 보기
- 5-하이드록시트립토판
- 세로토닌

## 더 읽을거리
- Berk, J. Edward; Bockus, Henry L. (1985). 《Bockus gastroenterology》. Philadelphia: W.A. Saunders. ISBN 0-7216-1777-8. - Johnson HC Jr, “Urine Tests,” Volume 1, 342–7.
- Schultz AL, “5-Hydroxyindoleacetic Acid,” Methods in Clinical Chemistry, Pesce AJ and Kaplan LA, eds, St Louis, MO: Mosby-Year Book Inc, 1987, 714–20.
- Berk, J. Edward; Bockus, Henry L. (1985). 《Bockus gastroenterology》. Philadelphia: W.A. Saunders. ISBN 0-7216-1777-8. - Warner RR, “Carcinoid Tumor,” Volume 3, 1874–6.
- Agranovich AL, Anderson GH, Manji M, Acker BD, Macdonald WC, Threlfall WJ (May 1991). “Carcinoid tumour of the gastrointestinal tract: prognostic factors and disease outcome”. 《J Surg Oncol》 47 (1): 45–52. doi:10.1002/jso.2930470111. PMID 1708841.